# Kirghizistan uni
Kirghizistan uni (en kirghize : Butun Kyrgyzstan) est un parti politique ethnonationaliste kirghiz. Il est fondé en 2010 par des militants du président Kourmanbek Bakiev renversé lors de la révolution kirghize. Son chef est Adakhan Madumarov, ancien député de Ak Jol.

## Résultats

### Législatives
| Année | Voix    | %    | Rang | Sièges   | +/-           |
| ----- | ------- | ---- | ---- | -------- | ------------- |
| 2010  | 139 548 | 8,36 | 6e   | 0 / 120  | Nv            |
| 2015  | 97 869  | 6,14 | 8e   | 0 / 120  | en stagnation |
| 2020  | 141 940 | 7,25 | 4e   | 13 / 120 | 13            |
| 2021  | 79 840  | 6,77 | 4e   | 6 / 90   | 7             |

### Élections présidentielles
| Année | Candidat          | 1er tour | 1er tour | 1er tour | 2d tour | 2d tour | 2d tour |
| Année | Candidat          | Voix     | %        | Rang     | Voix    | %       | Rang    |
| ----- | ----------------- | -------- | -------- | -------- | ------- | ------- | ------- |
| 2011  | Adakhan Madumarov | 274 639  | 15,09    | 2e       | -       | -       | -       |
| 2017  | Adakhan Madumarov | 110 284  | 6,57     | 3e       | -       | -       | -       |
| 2021  | Adakhan Madumarov | 94 741   | 6,84     | 2e       | -       | -       | -       |